# Norsjö landskommun
Norsjö landskommun var en tidigare kommun i Västerbottens län. Centralort var Norsjö och kommunkod 1952-1970 var 2417.

## Administrativ historik
Norsjö landskommun inrättades den 1 januari 1863 i Norsjö socken  i Västerbotten  när 1862 års kommunalförordningar trädde i kraft. 
I landskommunen fanns det två municipalsamhällen. Det första, Norsjö municipalsamhälle, inrättades den 3 maj 1935 och det andra, Bastuträsks municipalsamhälle, den 30 oktober 1936. 
Den 1 januari 1922 (enligt beslut den 18 mars 1921) överfördes ett område av Rislidens by till Norsjö landskommun från Burträsks landskommun.
Kommunreformen 1952 påverkade inte indelningarna i området, då varken Västerbottens eller Norrbottens län berördes av reformen. De båda municipalsamhällena upplöstes i och med utgången av år 1952.
Den 1 januari 1959 överfördes från Norsjö landskommun och Norsjö kyrkobokföringsdistrikt till Norrbottens län och Arvidsjaurs landskommun och Glommersträsks kyrkobokföringsdistrikt ett område (Gallejaur 1:2-1:5) med 7 invånare och med en areal av 1,55 kvadratkilometer, varav 1,29 land.
Den 1 januari 1964 överfördes från Norsjö landskommun och Norsjö kyrkobokföringsdistrikt till Skellefteå landskommun och Skellefteå landsförsamling ett obebott område med en areal av 0,39 km² land, samt i motsatt riktning ett obebott område med en areal av 0,39 km² land.
Den 1 januari 1965 överfördes ett område med en areal av 20,08 km² land och 14 invånare till Norsjö landskommun och Norsjö kyrkobokföringsdistrikt från Burträsks landskommun och Kalvträsks församling.
1971 ombildades landskommunen till Norsjö kommun.

### Kyrklig tillhörighet
Norsjö landskommun tillhörde Norsjö församling. Från den 1 januari 1928 (enligt beslut den 23 september 1927) var församlingen indelad i två kyrkobokföringsdistrikt: Norsjö västra kyrkobokföringsdistrikt och Norsjö östra kyrkobokföringsdistrikt. Den 13 maj 1933 ändrades namnen till Norsjö kyrkobokföringsdistrikt respektive Bastuträsks kyrkobokföringsdistrikt.

## Kommunvapnet
Blasonering: Sköld kluven av en vågskura i guld, vari en grön gran, och i grönt, vari ett gyllene kornax.
Vapnet i detta utförande fastställdes 1947 för den dåvarande landskommunen Norsjö. 

## Geografi
Norsjö landskommun omfattade den 1 januari 1952 en areal av 1 929,90 km², varav 1 747,70 km² land. Vid folkräkningen den 1 november 1960 omfattade landskommunen en areal av 1 928,35 km², varav 1 746,41 km² land. Efter nymätningar och arealberäkningar färdiga vid folkräkningen den 1 november 1965 omfattade landskommunen den 1 januari 1966 en areal av 1 753,03 km² land.

### Tätorter i kommunen 1960
| Tätort     | Folkmängd |
| ---------- | --------- |
| Norsjö     | 1 213     |
| Bastuträsk | 820       |
| Risliden   | 262       |
| Svansele   | 203       |

Tätortsgraden i kommunen var den 1 november 1960 32,7 procent.

## Politik

### Mandatfördelning i Norsjö landskommun 1938-1966
|  | 11 |  | 11 | 6 |

| 29 |

|  | 13 | 11 | 5 |

| 29 |

| 3 | 11 | 3 | 10 | 3 |

| 30 |

|  | 12 | 3 | 10 | 4 |

| 29 |

| 2 | 12 | 4 | 9 | 3 |

| 29 |

|  | 12 |  | 4 | 8 | 4 |

| 29 |

|  | 14 | 4 | 8 | 3 |

| 30 |

| 3 | 11 | 5 | 8 | 3 |

| 29 |